# Tierra de reyes
Tierra de reyes è una telenovela statunitense andata in onda su Telemundo dal 2 dicembre 2014 al 27 luglio 2015, per un totale di 160 puntate. È basata sulla telenovela scritta da Julio Jiménez nel 1994 Las aguas mansas, dalla quale sono state tratte a loro volta le telenovela Pasión de gavilanes nel 2003 e Fuego en la sangre nel 2008.

## Trama
Dopo la morte della sorella minore Alma, i fratelli Arturo, Samuel e Flavio Gallardo decidono di vendicarsi dell'uomo che ritengono colpevole: Ignacio del Junco, un ricco agricoltore con il quale Alma aveva una relazione. Per realizzare il loro piano, si fanno assumere come lavoranti al ranch della famiglia, ma finiscono per innamorarsi delle tre figlie dell'uomo, Sofía, Andrea e Irina.

## Personaggi

### Personaggi principali
- Arturo Gallardo, interpretato da Aarón Díaz.
È il fratello maggiore di Samuel, Flavio e Alma Gallardo. È un uomo coraggioso e passionale, che, dopo la morte dei genitori, si è assunto il compito di mandare avanti la famiglia. Avendo vissuto molte esperienze difficili, è serio e riservato, e si sacrifica per gli altri.
- Sofía del Junco, interpretata da Ana Lorena Sánchez.
È la figlia maggiore di Cayetana e Ignacio del Junco, e sorella di Irina e Andrea. È sposata con Leonardo Montalvo, ma il loro non è un matrimonio felice. È la veterinaria del ranch, e una donna matura amante della giustizia; è anche fragile, e una violenza subìta quando aveva vent'anni ha lasciato un segno profondo.
- Flavio Gallardo, interpretato da Gonzalo García Vivanco.
Fratello di Samuel, Alma e Arturo, ama i soldi e la bella vita, pur essendo povero. È impulsivo e ribelle.
- Irina del Junco, interpretata da Kimberly Dos Ramos.
È la figlia più piccola di Cayetana e sorella di Sofía e Andrea. È una ragazza esuberante e capricciosa che ama la libertà e divertirsi con i suoi amici; a causa del suo comportamento eccessivo è spesso stata oggetto di scandali ed è considerata la pecora nera della famiglia. Trascorre il suo tempo tra feste e ragazzi.
- Samuel Gallardo, interpretato da Christian de la Campa.
Fratello di Flavio, Arturo e Alma, è l'unico a essere andato al college. È un giovane sognatore e romantico che vuole il meglio per la sua famiglia. È timido e ingenuo, e, a causa della sua inesperienza in amore, fa molta fatica ad avvicinarsi alle donne.
- Andrea del Junco, interpretata da Scarlet Gruber.
È una delle figlie di Ignacio e Cayetana, e sorella di Sofía e Irina. È perfezionista, orgogliosa e non mostra le proprie emozioni. Vorrebbe piacere a sua madre e per questo l'aiuta con l'amministrazione del ranch. Ha una grande passione per le armi da fuoco.
- Cayetana Belmonte del Junco, interpretata da Sonya Smith.
È la moglie di Ignacio del Junco e madre di Sofía, Andrea e Irina. È una donna arrogante che ottiene sempre quello che vuole; con il suo carattere rigoroso gestisce il ranch del Junco e amministra il patrimonio familiare.
- Leonardo Montalvo, interpretato da Fabián Ríos.
È il marito di Sofía, un playboy a cui interessano solo i soldi e che ha commissionato l'omicidio di Ignacio del Junco. Nasconde le sue vere intenzioni dietro una maschera di fascino e rispettabilità.
- Patricia Rubio, interpretata da Daniela Navarro.
È la cantante e ballerina di un night club, seducente e vanitosa.

### Personaggi secondari
- Ignacio del Junco, interpretato da Ricardo Chávez.
È il padre di Sofía, Irina e Andrea, e marito di Cayetana, anche se aveva una relazione extraconiugale con Alma Gallardo.
- Emilio Valverde, interpretato da Omar Germenos.
È il padre milionario di Isadora. È un uomo imponente e arrogante che ostenta il suo potere e la sua posizione sociale. È freddo e spietato nei confronti dei suoi nemici.
- Soledad Flores, interpretata da Adriana Lavat.
La governante di Cayetana, è una donna taciturna che nasconde alcuni segreti del suo passato. Dolce e fedele, lavora da ventidue anni al ranch ed è ormai considerata un membro della famiglia, avendo anche allevato Sofía, Irina e Andrea.
- Néstor Fernández, interpretato da Eduardo Victoria.
È il capo della polizia e il detective che indaga sulla morte di Alma.
- Don Felipe Belmonte del Junco, interpretato da Joaquín Garrido.
È il padre di Cayetana, un uomo gentile che ama la letteratura e i piaceri della vita, anche dopo un incidente che lo ha lasciato incapace fisicamente. Grazie alla sua esperienza, viene spesso interpellato per dei consigli.
- Isadora Valverde, interpretata da Cynthia Olavarría.
È la figlia di Emilio e amante di Leonardo. È una donna fredda, altezzosa e cinica.
- Alma Gallardo, interpretata da Isabella Castillo.
La sorella diciottenne di Arturo, Flavio e Samuel Gallardo, quando è stata uccisa aspettava un figlio da Ignacio del Junco. È una ragazza dolce e romantica, particolarmente viziata da Arturo.
- Beatriz Alcázar de la Fuente, interpretata da Diana Quijano.
Un'eccentrica vedova milionaria, è ancora una donna piacente che scatena invidia. Ha una forte personalità, è vivace e sensuale, e cura ogni dettaglio del suo aspetto fisico. Alcuni la chiamano "vedova allegra" perché colleziona amanti giovani.
- Ulises Matamoros, interpretato da Ricardo Kleinbaum.
È un uomo serio e intimidatorio, abituato a imporre la propria volontà. È nella malavita ed è sempre a caccia di lavori semplici che gli fruttino buoni guadagni.
- Miranda Luján Saldívar, interpretata da Dad Dáger.
Amica di Cayetana, possiede una rivista insieme al marito Octavio. Elegante, distinta e manipolatrice, pianifica ogni aspetto della vita propria e della sua famiglia. Dà poca confidenza alla servitù; ama il marito, ma il centro della sua vita è la figlia Verónica.
- Darío Luján, interpretato da Alberich Bormann.
È il nipote di Miranda, un ragazzo elegante e cosmopolita di grande cultura. Ha un centro estetico che vorrebbe espandere e trasformare nel più importante della città.
- Horacio Luján, interpretato da Roberto Plantier.
È un fantino proveniente da una famiglia ricca che all'inizio della serie ha una relazione con Andrea. È il fratello di Darío, ma non hanno un bel rapporto.
- Pablo Martínez, interpretato da Gabriel Rossi.
Lavora come caporeparto al ranch del Junco ed è un ragazzo romantico che crede fermamente nell'amore. Ama la natura e la solitudine.
- Juana Ramírez, interpretata da Gloria Mayo.
È una donna semplice, umile e combattiva; è vedova da quindici anni, ma non ha voluto risposarsi per rimanere fedele al marito. Vive in un quartiere povero di Houston, dove possiede un piccolo negozio di tacos.
- Roger Molina, interpretato da José Ramón Blanch.
È la guardia del corpo di Ulises e suo assistente personale. È un uomo di poche parole sempre pronto a compiacere il suo capo.
- Eleazar Jurado, interpretato da Francisco Porras.
È l'amministratore di Beatriz e suo uomo di fiducia. Nasconde dietro una facciata di onestà e fedeltà i suoi bassi istinti e la sua ambizione.
- Octavio Saldívar, interpretato da Fabián Pizzorno.
Il marito di Miranda, la ama molto, nonostante a volte sia in disaccordo con lei su alcuni punti. La sua più grande debolezza è la figlia Verónica, che cerca di accontentare in ogni capriccio. È uomo giusto, affidabile e onesto.
- Verónica Saldívar, interpretata da Isabella Castillo.
È la figlia di Octavio e Miranda, ma ignora di essere stata adottata e che sua madre è Soledad Flores. È sofisticata e altezzosa perché Miranda l'ha educata per essere diversa dalle altre ragazze, ma è anche dolce ed emotiva.
- Brigitte Losada, interpretata da Jessica Cerezo.
È la direttrice della rivista dei Saldívar. È una donna intuitiva e intelligente sempre a caccia di notizie.
- Lucía Crespo Ramírez, interpretata da Sol Rodríguez.
È la figlia di Juana e sorella di Tomás. È una ragazza semplice, allegra e piena di sogni, sempre pronta ad aiutare chi è nei guai. Era amica di Alma prima che questa morisse.
- Candela Ríos, interpretata da Kary Musa.
È una giovane dolce e allegra che ha vissuto una vita di stenti. All'inizio lavora come truccatrice al night club, dove pulisce anche i camerini e lo spogliatoio. È molto amica di Patricia.
- Tomás Crespo, interpretato da Julio Ocampo.
È il figlio più grande di Juana e grande amico dei fratelli Gallardo. È possessivo nei confronti della madre e della sorella, che ha sempre cercato di proteggere.
- Jack Malkovich, interpretato da Orlando Miguel.
È un sicario che lavora per l'organizzazione di Emilio. Lavora sempre insieme a John.
- John Nicholson, interpretato da Fernando Pacanins.
È un sicario che lavora per l'organizzazione di Emilio. Lavora sempre insieme a Jack.
- Nieves, interpretata da Virginia Nuñez.
È una delle domestiche dei del Junco, una ragazza onesta, obbediente e discreta.
- Rocío Méndez, interpretata da Giovanna del Portillo.
È una delle domestiche dei del Junco, ma a volte assiste don Felipe perché ha nozioni base d'infermieristica. È cordiale e sempre pronta ad aiutare.
- Matilde García, interpretata da Carmen Olivares.
La governante di Beatriz, è manipolatrice e sospettosa. È sempre al fianco della sua datrice di lavoro, fingendo di prendersi cura di lei e volerle bene, anche se in realtà controlla ogni sua mossa.
- Cabrera, interpretato da Rodrigo Aragón.
È un detective che lavora insieme a Néstor Fernández, ed è suo confidente e amico.
- Linda Valverde, interpretata da Bárbara Garófalo.
È la nipote di Emilio, una ragazza trasandata e influenzabile che Isadora prende continuamente in giro e che viene considerata la brutta della famiglia. Non sa regolarsi, ha un comportamento bizzarro e a volte inappropriato, e la voce stridula.
- Inés, interpretata da Karolina Pulgar.
È la donna di fiducia di Miranda, sincera e onesta, ma testarda.
- Rita Salinas, interpretata da Desiree Ortiz.
È una giornalista che lavora per i Saldívar.
- Grace Varela, interpretata da Viviana Ramos.
È una giornalista che lavora per i Saldívar.

## Puntate
| Stagione       | Puntate | Prima TV USA | Prima TV Italia |
| -------------- | ------- | ------------ | --------------- |
| Prima stagione | 160     | 2014-2015    | inedita         |

## Produzione
Tierra de reyes venne annunciata a maggio 2014 durante gli upfront di Telemundo. Una volta chiusi i casting alla fine di settembre, le riprese iniziarono il 22 ottobre 2014 a Miami e Houston; contemporaneamente fu distribuito un primo video promozionale della serie.
Il ruolo di Irina del Junco fu assegnato a Kimberly Dos Ramos in seguito al ritiro per maternità di Sabrina Seara, scelta inizialmente per il ruolo.
Il primo episodio è stato visto da 2.161.000 spettatori, di cui 1.206.000 adulti tra i 18 e i 49 anni. A livello locale, la telenovela ha raggiunto il primo posto tra i programmi delle reti in lingua spagnola nella sua fascia oraria, a Miami e a Philadelphia.

## Riconoscimenti
- 2015 – Miami Life Awards[9][10]
  - Vinto – Miglior giovane attrice in una telenovela a Kimberly Dos Ramos
  - Nomination – Miglior giovane attore in una telenovela a Gabriel Rossi
  - Vinto – Miglior cattiva in una telenovela a Sonya Smith
  - Nomination – Miglior cattivo in una telenovela a Fabián Ríos
  - Nomination – Miglior attrice di supporto a Adriana Lavat
  - Nomination – Miglior attore di supporto a Omar Germenos
  - Nomination – Miglior prima attrice a Diana Quijano
  - Nomination – Miglior primo attore a Ricardo Kleimbaun
  - Nomination – Miglior protagonista maschile in una telenovela a Aarón Díaz
  - Nomination – Miglior telenovela
- 2015 – Premios Tu Mundo[11][12]
  - Vinto – Telenovela dell'anno
  - Nomination – Protagonista preferito, telenovela a Gonzalo García Vivanco
  - Vinto – Protagonista preferito, telenovela a Christian de la Campa
  - Nomination – Protagonista preferito, telenovela a Aarón Díaz
  - Vinto – Protagonista preferita, telenovela a Scarlet Gruber
  - Nomination – Protagonista preferita, telenovela a Kimberly Dos Ramos
  - Nomination – Protagonista preferita, telenovela a Ana Lorena Sánchez
  - Nomination – Il cattivo più buono, telenovela a Omar Germenos
  - Vinto – Il cattivo più buono, telenovela a Fabián Ríos
  - Nomination – La cattiva più buona, telenovela a Sonya Smith
  - Vinto – La cattiva più buona, telenovela a Cynthia Olavarría
  - Nomination – Miglior attrice non protagonista, telenovela a Adriana Lavat
  - Vinto – Miglior attrice non protagonista, telenovela a Daniela Navarro
  - Vinto – Miglior attore non protagonista, telenovela a Fabián Ríos
  - Nomination – La coppia perfetta a Ana Lorena Sánchez e Aarón Díaz
  - Nomination – La coppia perfetta a Kimberly Dos Ramos e Gonzalo García Vivanco
  - Vinto – La coppia perfetta a Scarlet Gruber e Christian de la Campa
  - Nomination – Sono sexy e lo so a Gonzalo García Vivanco
  - Vinto – Sono sexy e lo so a Kimberly Dos Ramos

## Distribuzioni internazionali
| Paese           | Canale/i                   | Prima TV assoluta                   | Titolo                                       |
| --------------- | -------------------------- | ----------------------------------- | -------------------------------------------- |
| Stati Uniti     | Telemundo                  | 2 dicembre 2014 - 27 luglio 2015    | Tierra de reyes (La terra dei re)            |
| Porto Rico      | Telemundo Puerto Rico      | 8 dicembre 2014 - 17 settembre 2015 | Tierra de reyes (La terra dei re)            |
| Colombia        | Caracol Televisión         | 3 febbraio 2015 - interrotta        | Tierra de reyes (La terra dei re)            |
| Perù            | ATV                        | 16 febbraio 2015 - agosto 2015      | Tierra de reyes (La terra dei re)            |
| Paraguay        | SNT Canal 9                | 29 aprile 2015 - 5 novembre 2015    | Tierra de reyes (La terra dei re)            |
| Guatemala       | Televisiete                | 4 maggio 2015 - 6 gennaio 2016      | Tierra de reyes (La terra dei re)            |
| Rep. Dominicana | Telesistema                | 27 maggio 2015 - 15 gennaio 2016    | Tierra de reyes (La terra dei re)            |
| Spagna          | Nova                       | 1 giugno 2015 - 6 novembre 2015     | Tierra de reyes (La terra dei re)            |
| Bolivia         | Unitel Bolivia             | 12 giugno 2015 - conclusa           | Tierra de reyes (La terra dei re)            |
| Cile            | CHV                        | 7 luglio 2015 - interrotta          | Tierra de reyes (La terra dei re)            |
| Romania         | Acasă                      | 27 luglio 2015 - ottobre 2015       | Ţinutul răzbunării (La terra della vendetta) |
| Messico         | Gala TV                    | 17 agosto 2015 - 11 gennaio 2016    | Tierra de reyes (La terra dei re)            |
| Ecuador         | Ecuavisa                   | 24 agosto 2015 - conclusa           | Tierra de honor (Terra d'onore)              |
| Nicaragua       | Canal 2                    | 14 settembre 2015 - conclusa        | Tierra de reyes (La terra dei re)            |
| Costa Rica      | Teletica 7                 | 21 settembre 2015 - conclusa        | Tierra de reyes (La terra dei re)            |
| Israele         | Viva                       | 2015                                | מילה של כבוד (Parola d'onore)                |
| Francia         | Réseau Outre-Mer première  | 12 gennaio 2016 - 15 aprile 2016    | Terre de passions (Terra di passioni)        |
| Bulgaria        | bTV                        | 19 gennaio 2016 - conclusa          | Земя на честта (Terra d'onore)               |
| Honduras        | Telecadena 7, Telecadena 4 | 1 febbraio 2016 - 8 luglio 2016     | Tierra de reyes (La terra dei re)            |
| Sudafrica       | Telemundo Africa           | 22 febbraio 2016 - conclusa         | A Passion for Revenge                        |
| Polonia         | Player                     | 30 maggio 2016 - conclusa           | W obronie honoru                             |
| Venezuela       | Televen                    | 9 agosto 2016 - conclusa            | Tierra de reyes (La terra dei re)            |
| Arabia Saudita  |                            | 2016                                | لعبة النبلاء (Il gioco dei nobili)           |
| Filippine       | TV5                        | 20 luglio 2020 - 3 settembre 2021   | Tierra de reyes (La terra dei re)            |